# قائمة نهائيات كأس العرب
هذه قائمة نهائيات كأس العرب، (بالإنجليزية: Arab Nations Cup) هي بطولة كرة قدم أقيمت تسعة مرات منذ عام 1963. لا يوجد موعد محدد لإجرائها بسبب انسحابات بعض المنتخبات أو مشاكل أخرى، ولكنها غالباً تقام كل أربعة سنوات رغم أن تنظيمها مقرر أن يحدث كل عامين. ينظم البطولة الاتحاد العربي لكرة القدم (اليوافا) الذي يواجه في بعض الأحيان اعتذارات من المنتخبات العربية للمشاركة في البطولة بسبب تعارض وقتها مع بطولات أخرى. تشارك بعض المنتخبات بفرقها الأولمبية أو فئة الشباب لكي تتفادى عدم المشاركة في البطولة. المنتخب الأكثر فوزاً بالبطولة هو منتخب العراق لكرة القدم، حيث فاز أربع مرات (متتالية)، في حين فاز منتخب السعودية لكرة القدم مرتين، وفاز كل من منتخب تونس لكرة القدم ومنتخب مصر لكرة القدم ومنتخب المغرب لكرة القدم ومنتخب الجزائر مرة واحدة.
نسخ 1972، 1973 و1975 تم تعويضها ببطولة كأس فلسطين للأمم.

## قائمة النهائيات
| النسخة | البطل    | النتيجة      | الوصيف   | الملعب                         | المكان               | الحضور | التاريخ        |
| ------ | -------- | ------------ | -------- | ------------------------------ | -------------------- | ------ | -------------- |
| 1963   | تونس     | د/ر          | سوريا    | ملعب مدينة كميل شمعون الرياضية | بيروت، لبنان         | 20.000 | 12 أبريل 1963  |
| 1964   | العراق   | د/ر          | ليبيا    | ملعب جامعة الكويت              | مدينة الكويت، الكويت |        | 20 نوفمبر 1964 |
| 1966   | العراق   | 2–1          | سوريا    | ملعب الكشافة                   | بغداد، العراق        | 20.000 | 10 أبريل 1966  |
| 1985   | العراق   | 1–0          | البحرين  | ملعب الملك فهد                 | الطائف، السعودية     |        | 12 يوليو 1985  |
| 1988   | العراق   | 1–1 (4–3 ج.) | سوريا    | ستاد عمان الدولي               | عمان، الأردن         | 15.000 | 21 يوليو 1988  |
| 1992   | مصر      | 3–2          | السعودية | ملعب الحمدانية                 | حلب، سوريا           |        | 17 سبتمبر 1992 |
| 1998   | السعودية | 3–1          | قطر      | ملعب جاسم بن حمد               | الدوحة، قطر          | 25.000 | 1 أكتوبر 1998  |
| 2002   | السعودية | 1–0          | البحرين  | ملعب نادي الكويت               | مدينة الكويت، الكويت | 7.500  | 30 ديسمبر 2002 |
| 2012   | المغرب   | 1–1 (3–1 ج.) | ليبيا    | استاد الأمير عبد الله الفيصل   | جدة، السعودية        | 2.500  | 6 يوليو 2012   |
| 2021   | الجزائر  | 2_0          | تونس     | استاد البيت، الخور             | الدوحة قطر           |        | 18 ديسمبر 2021 |

## إنجازات المنتخبات
| المنتخب  | الألقاب                    | الوصافة              |
| -------- | -------------------------- | -------------------- |
| العراق   | 4 (1964، 1966، 1985، 1988) | —                    |
| السعودية | 2 (1998، 2002)             | 1 (1992)             |
| مصر      | 1 (1992)                   | —                    |
| المغرب   | 1 (2012)                   | —                    |
| تونس     | 1 (1963)                   | —                    |
| الجزائر  | 1 (2021)                   | —                    |
| سوريا    | —                          | 3 (1963، 1966، 1988) |
| ليبيا    | —                          | 2 (1964، 2012)       |
| البحرين  | —                          | 2 (1985، 2002)       |
| قطر      | —                          | 1 (1998)             |